# 白花银背藤
白花银背藤（学名：Argyreia seguinii）为旋花科银背藤属的植物。分布于中国大陆的贵州、广西、云南等地，生长于海拔1,000米至1,300米的地区，一般生于路边灌丛中，目前尚未由人工引种栽培。

## 别名
山牡丹（云南） 葛藤、跌打王、白牛藤、白面水鸡、藤续断、旋花藤、白背藤、黄藤（广西）